# Tadeusz Butkiewicz (historyk)
Tadeusz Apolinary Butkiewicz (ur. 23 lipca 1925 w Oszmianie, zm.16 grudnia 2023 w Warszawie) – podchorąży Armii Krajowej, wykładowca, historyk prasy, tłumacz.

## Życiorys
Syn Izydora i Katarzyny z Poznańskich, urodził się w Oszmianie na Wileńszczyźnie. Naukę rozpoczął w szkole powszechnej w Bienicy, a później kształcił się w Gimnazjum imienia Jana Śniadeckiego w Oszmianie. W tym czasie zaangażowany w harcerstwie. Po zdelegalizowaniu nauczania w szkole średniej podczas okupacji niemieckiej kontynuował naukę na tajnych kompletach, którą wiosną 1944 roku zwieńczył świadectwem maturalnym. Podczas okupacji podjął działalność konspiracyjną, początkowo w spontanicznie powstałej tajnej grupie harcerskiej, a następnie w szeregach ZWZ/AK – oddelegowany do dyspozycji sztabu Inspektoratu Oszmiańskiego AK. Od momentu powstania 8 Oszmiańskiej Brygady Armii Krajowej w lutym 1944 włączony w skład tego oddziału. W ramach plutonu szkolnego odbył specjalistyczne szkolenie i pod koniec czerwca 1944 uzyskał tytuł podchorążego AK. Brał udział we wszystkich walkach 8 Brygady, aż do jej rozformowania po akcji „Ostra Brama”.
Zajmując się amatorsko fotografią wykonał obszerną, dokumentację zdjęciową z okresu okupacji i walk partyzanckich. Wybór jego prac opublikował w 2016 r. Paweł Rokicki w albumie Ku Ostrej Bramie.
Po wojnie kontynuował naukę i zdobywał wykształcenie wyższe na Wydziale Historycznym Uniwersytetu Mikołaja Kopernika w Toruniu. Następnie pracował w szkołach średnich w Biskupcu i Ornecie. Po ukończeniu studiów podyplomowych na Wydziale Dziennikarstwa Uniwersytetu Warszawskiego wykładał tam historię prasy.
Był redaktorem Biuletynu Naukowego Wydziału Dziennikarskiego UW, członkiem Stowarzyszenia Dziennikarzy Polskich, gdzie przewodniczył Sekcji Prasoznawczej. W 1961 r. brał udział w organizacji 300-lecia Prasy Polskiej jako Sekretarz Komitetu Obchodu. Był kawalerem Krzyża Kawalerskiego i Krzyża Oficerskiego Orderu Odrodzenia Polski, oraz srebrnego i złotego Krzyża Zasługi.
Pochowany na Wojskowych Powązkach, kwatera K-2-19.

## Życie prywatne
Żonaty z Anną z Kuczyńskich Butkiewicz (1926-1988), prawnuczką Karola Kuczyńskiego, z którą miał trzy córki: Ewę, Barbarę i Bożenę, a następnie z Alicją Wołodźko-Butkiewicz (1940-2022).

## Publikacje

### Artykuły
- Zakład Badań Prasoznawczych. W: Zeszyty Naukowe Uniwersytetu Warszawskiego. Prasoznawstwo. 1956, nr 1.[7]
- Z problemów badań historycznoprasowych. W: Kwartalnik Prasoznawczy 1957, nr 3[8]
- Na marginesie artykułu Vladimíra Klimeša: "Několik poznámek k problémům dějin novinářství". W: Kwartalnik Prasoznawczy 1957, nr 2[8]
- Prasa warszawska w drugiej połowie XIX wieku (próba charakterystyki). W: Biuletyn Naukowy Zakładu Badań Prasoznawczych, 1958, nr 4[9]
- Komercjalizacja prasy warszawskiej w latach sześćdziesiątych i siedemdziesiątych XIX wieku. W: Kwartalnik Prasoznawczy 1958, nr 4[8]
- Zarys historii prasy polskiej, Cz. 2, z. 1. Dział Wydawnictw UW 1959[10]
- Three Ages of the Polish Press. W: Kwartalnik Prasoznawczy. Foreign Language Edition, 1959, nr 1, s. 27-31[11]
- Ruch korespondentów robotniczych i wiejskich. Szkice z dziejów prasy radzieckiej. W: Prasa Polska R. XXVII, 1973, nr 1[12]

### Książki
- Polscy żołnierze października. KAW 1977. We współpracy z Andrzejem Śliszem[13]
- Polscy żołnierze Wielkiego Października. KAW 1987. We współpracy z Andrzejem Śliszem[14]

### Przekłady
- Okudżawa, Bułat: Dziewczyna moich marzeń. PIW 1993. ISBN 8306021959. We współpracy z Moniką Dutkowską, Ewą Rojewska-Olejarczuk, Wiesławą Karaczewską, Alicją Wołodźko-Butkiewicz
- Babienko, Witalij: Spotkanie. W: Literatura Radziecka 12 (474) 1988[15]
- Geworkian, Eduard: Najwyższy wymiar kary (Żegnaj, wrześniu!...). W: Literatura Radziecka 12/1987[16]
- Siemionow, Julian : Operacja "Żagiew". Czytelnik 1982. ISBN 8307007763
- Manusevič, Aleksandr Âkovlevič: Polacy w Rewolucji Październikowej : (luty-październik 1917 r.). Książka i Wiedza 1967. We współpracy z Andrzejem Śliszem[17]
- Džusojty, Nafi: Powrót Uruzmaga. Iskry 1986. ISBN 83-207-0836-2
- Tiendriakow, Władimir: Dzień, który wyparł życie. 1985. ISBN 0202-1854[18]
- Sołżenicyn, Aleksander: Zagroda Matriony. PIW 1990. ISBN 9788306020939. We współpracy z Henryką Broniatowską, Wiesławą Karaczewska, Ewą Rojewską-Olejarczuk, Alicją Wołodźko, Wiktorem Woroszylskim

## Źródła
- https://wb24.org/2024/01/02/odszed-tadeusz-apolinary-butkiewicz-hermes-by-ostatnim-o-nierzem-8-oszmia-skiej-brygady-ak/